# Драган Радуловић
Драган Радуловић (Цетиње, 27. август 1969) црногорски је књижевник, професор филозофије и трећи предсједник Матице црногорске.

## Биографија
Драган Радуловић је рођен 27. августа 1969. године на Цетињу. Основну школу је завршио у Будви, а гимназију у Београду. Дипломирао је на Одељењу за филозофију Филозофског факултета Универзитета у Београду.
Професор је филозофије у Средњој мјешовитој школи "Данило Киш" у Будви. Члан је Црногорског ПЕН центра и Црногорскога друштва независних књижевника (ЦДНК), а 22. маја 2013. је изабран за предсједника Матице црногорске.
Током деведесетих година ХХ вијека се оглашавао у подгоричком недјељнику Монитор, a кратко је радио и као новинар у будванском листу Приморске новине. На књижевну сцену је ступио 2001, објављивањем збирке кратких приповједака Петрификација. Двије године касније (2003) изашао је роман Аушвиц кафе, Радуловићево најуспјелије и најпревођеније дјело, а 2005. каталог гротески Витезови ништавила. Збирка приповједака Сплав медузе угледала је свијетло дана 2007. године. Прича из те збирке, Лице које пјева, уврштена је антологију Best european fiction (2013), коју је сачинио Александар Хемон. По причи Пропаст куће Маринковића, написао је драму Пејзаж од пакла.
Дјела су му превођена на енглески, словачки, шведски и мађарски језик, а есеји су му објављивани у зборнику Нова црногорска књижевност, часопису Арс...
Добитник је Награде "Стефан Митров Љубиша" за 2009. годину.

## Дјела
- Петрификација (2001)
- Аушвиц кафе (Auschwitz Café) (2003)
- Витезови ништавила (2005)
- Сплав медузе (2007)
- Пејзаж од пакла: пропаст куће Маринковића (2008)